# Pipistrellus dhofarensis
Pipistrellus dhofarensis — вид рукокрилих ссавців з родини лиликових.

## Таксономічна примітка
Таксон нещодавно описаний.

## Морфологічна характеристика
Невеликий кажан з довжиною голови і тулуба від 46 до 57 мм, довжиною передпліччя від 33.5 до 38.4 мм, довжиною хвоста від 31 до 42 мм, довжиною вух від 13 до 15.3 мм. Спинні частини сірувато-коричневі з легким сріблястим і червонувато-бурим відтінком, а черевні частини світліші. Основа волосся всюди темно-коричнева. Вуха короткі, трикутні і м'ясисті, козелок короткий, широкий і загнутий вперед. Перетинки крил, вуха і морда темно-буро-сіруваті. Хвіст повністю включений у великий уропатій, який у деяких особин покритий волоссям.

## Поширення
Країни проживання: Ємен, Оман.